# 瘢痕拘縮
瘢痕拘縮（はんこんこうしゅく）とは拘縮のなかでも、創傷治癒過程で生じる瘢痕が原因となるものを言う。皮膚、皮下組織、腱膜、腱といった組織が瘢痕を生じて一旦拘縮を生じると、形成外科あるいは整形外科的な治療を要する場合が多い。
1. 皮膚性拘縮
皮膚が熱傷や挫滅から回復する際、ケロイド・肥厚性瘢痕などにより引きつれるために起こる。いったん拘縮すると手術以外に除去方法がない。Z形成術やティッシュエキスパンダー、植皮によって皮膚の不足分を補うなどの方法がある。
2. 結合組織性拘縮
皮下組織や腱、腱膜の瘢痕拘縮。

瘢痕拘縮は歩行機能やADLの阻害因子となり、リハビリテーションの対象となることがある。

## 参考
- 瘢痕・ケロイド治療研究会